# Byggnadsvård

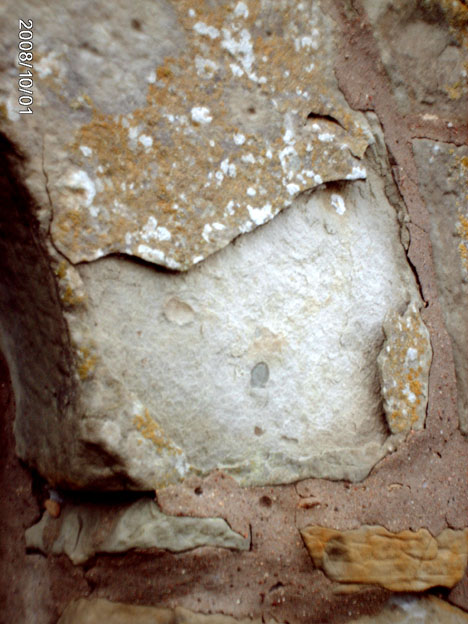
Exfoliering av sandsten, Kattlunds gård, Gotland. Byggnadsvård kan handla om att bevara den formhuggna stenen som material eller som form.

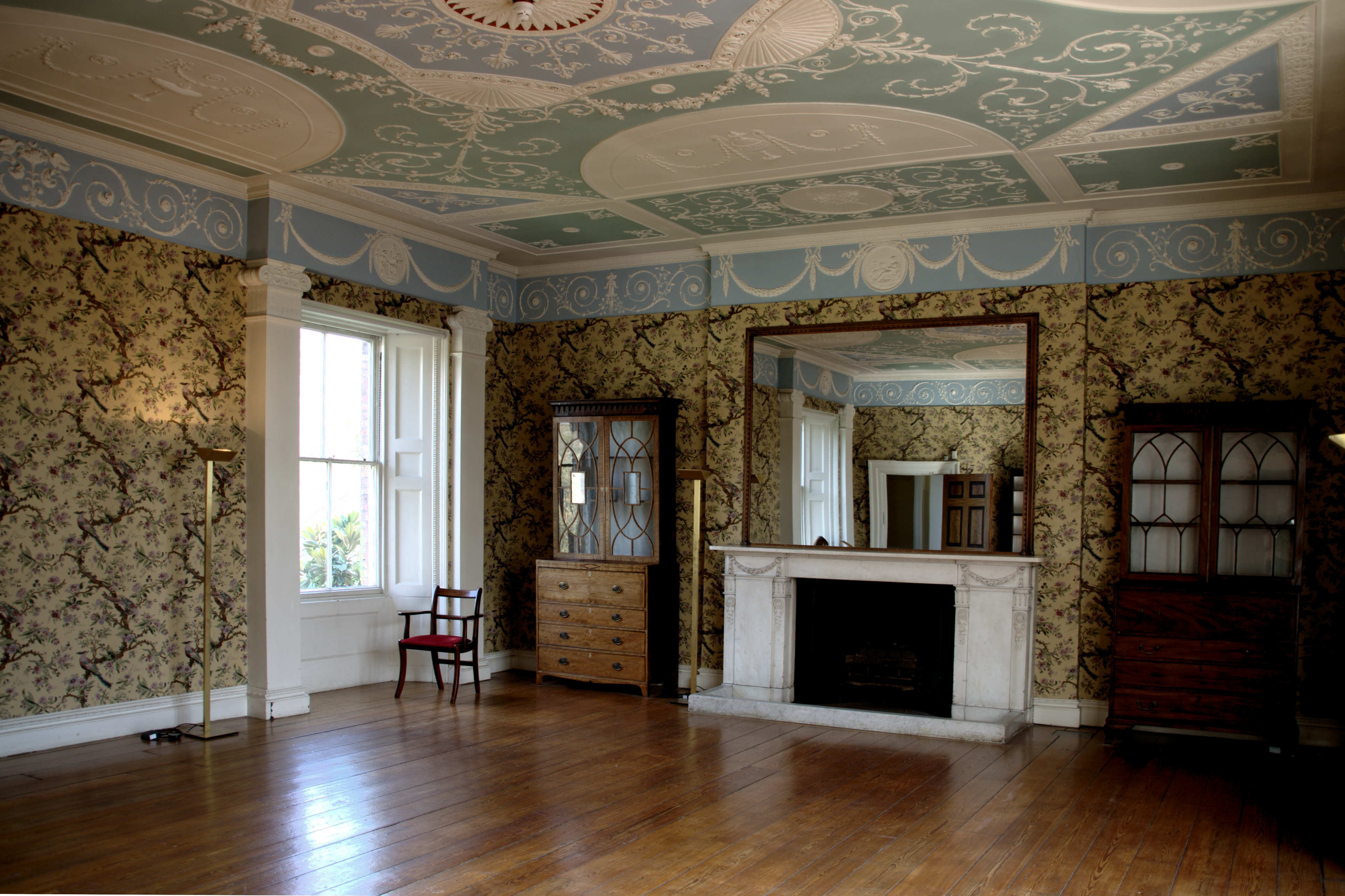
Sal i Pitzhanger Manor, London, med rekonstruerade färger och tapeter.

Begreppet byggnadsvård sammanfattar skötsel, underhåll och vård av befintliga byggnader, i form av både praktiskt och teoretiskt arbete. Detta gäller såväl äldre som nyare bebyggelse (även om ordet "byggnadsvård" oftare används i samband med äldre bebyggelse). 
För särskilt värdefulla byggnader, exempelvis byggnadsminnen och kyrkliga kulturminnen, och där arbetet leds av en arkitekt, används vanligen ordet restaurering.
Byggnadsvård ingår som del i kulturvård och kulturmiljövård. 

## Byggnadsvård internationellt
ICOMOS (International Council on Monuments and Sites) är en obunden, världsomspännande organisation för professionella kulturmiljövårdare och Unescos expertorgan för kulturmiljövård och Världsarvskonventionen och de har även en svensk nationalkommitté. 

## Byggnadsvård i Sverige
Riksantikvarieämbetet har till uppgift att ta det nationella ansvaret för utveckling och förmedling av kunskap inom byggnadsvård, kulturmiljövård och kulturarvsförvaltning. Detta ansvar är sedan uppdelat regionalt på länsstyrelserna. 
Högskoleutbildning inom byggnadsvård finns vid följande högskolor och universitetet: 
- Högskolan på Gotland
- Mittuniversitetet, Träakademien
- Göteborgs universitet
- Linnéuniversitetet

### Riksantikvarieämbetets metod
Riksantikvarieämbetet har arbetat fram en metod för "god byggnadsvård" som innebär att bebyggelse bör beaktas utifrån fem förhållningssätt:  
Kunskap
Om nödvändigheten av att undersöka och ta fram kunskap om en byggnadsmiljö och dess kulturvärden innan beslut tas om förändring; att motivera varför en åtgärd genomförs; samt att slutligen dokumentera det som verkligen utförs.
Varsamhet
Om ett varsamt förhållningssätt när en byggnad behöver ändras och anpassas till nya behov.
Att förvalta
Om varsamhet vid brukande, vård och underhåll, samt om vårdprogram.
Att förhålla sig till historien
Om att ta ställning till de värden en byggnads olika tidsskikt representerar vid ändringsåtgärder, samt att förhålla sig till rekonstruktioner och nya tillägg i äldre miljöer.
Material och teknik
Om material- och teknikfrågornas betydelse för god byggnadsvård. Både så kallade traditionella material, modernismens material och installationstekniken berörs.